# Eleições gerais no Peru em 2006
As eleições gerais peruanas de 2006 foram realizadas em dois turnos com o 1º turno sido realizado em 9 de abril e o 2º turno em 4 de junho e destinaram-se a eleger o novo presidente do Peru, bem como renovar a totalidade dos 130 assentos do Congresso da República. Tal situação ocorreu diante do fato de que nenhum dos candidatos que participaram da eleição presidencial obteve a maioria absoluta dos votos em 1º turno. Desse modo, Ollanta Humala, filiado ao União Pelo Peru (UPP), e Alan García, ex-presidente entre 1985 e 1990 e filiado à Aliança Popular Revolucionária Americana (APRA), disputaram um 2.º turno após terem sido os dois candidatos mais votados.
Pela segunda eleição presidencial consecutiva, a candidata do Partido Popular Cristão (PPC), Lourdes Flores, esteve muito próxima de ir para o 2.º turno, porém assim como ocorreu em 2001, acabou superada por García por uma diferença inferior a um ponto percentual. No entanto, diante da proximidade ideológica das duas candidaturas quando comparadas à de Humala, candidato mais votado no 1.º turno com 30.62% dos votos válidos e politicamente posicionado mais à esquerda, Flores declarou apoio formal à García no 2.º turno e verificou-se a partir daí uma migração em massa de votos para a candidatura aprista, que acabou vitoriosa no pleito após obter 52,63% dos votos válidos contra os 47,37% obtidos por Humala.

## Resultados eleitorais

### Eleição presidencial
| Candidato(a)             | Partido                  | 1.º turno     | 1.º turno | 2.º turno     | 2.º turno | Situação    |
| Candidato(a)             | Partido                  | Votos válidos | %         | Votos válidos | %         | Situação    |
| ------------------------ | ------------------------ | ------------- | --------- | ------------- | --------- | ----------- |
| Alan García              | APRA                     | 2 985 858     | 24.32     | 6 965 017     | 52.63     | Eleito      |
| Ollanta Humala           | PNP                      | 3 758 258     | 30.62     | 6 270 080     | 47.37     | Não eleitos |
| Lourdes Flores           | PPC                      | 2 923 280     | 23.81     | –             | –         | Não eleitos |
| Martha Chávez            | Nueva Mayoría            | 912 420       | 7.43      | –             | –         | Não eleitos |
| Valentin Paniagua        | AP                       | 706 156       | 5.75      | –             | –         | Não eleitos |
| Humberto Lay             | RN                       | 537 564       | 4.38      | –             | –         | Não eleitos |
| Demais candidatos        | Demais partidos          | 451 840       | 3.69      | –             | –         | Não eleitos |
| Votos válidos            | Votos válidos            | 12 275 385    | 83.89     | 13 235 097    | 91.48     | –           |
| Votos em branco/nulos    | Votos em branco/nulos    | 2 356 618     | 16.11     | 1 233 181     | 8.52      | –           |
| Votos registrados        | Votos registrados        | 14 632 003    | 100.00    | 14 468 278    | 100.00    | –           |
| Comparecimento eleitoral | Comparecimento eleitoral | 16 494 906    | 88.71     | 16 494 906    | 87.71     | –           |